# Pozza di Fassa
Pozza di Fassa là một đô thị ở tỉnh Trento ở vùng Trentino-Alto Adige/Südtirol của Ý, tọa lạc cách 60 km về phía đông bắc của Trento. Tại thời điểm ngày 31 tháng 12 năm 2004, đô thị này có dân số 1.867 người và diện tích là 73.2 km².
Đô thị Pozza di Fassa có các frazioni (đơn vị trực thuộc, chủ yếu là các làng) Pera di Fassa and Monzon.
Pozza di Fassa giáp các đô thị: Canazei, Tiers, Mazzin, Welschnofen, Rocca Pietore, Vigo di Fassa, Moena và Soraga.